# VH1 Storytellers
VH1 Storytellers è un programma televisivo musicale di VH1.
In ogni puntata un cantante o un gruppo musicale si esibisce dal vivo di fronte ad un pubblico, e l'esecuzione delle canzoni è intervallata da interviste condotte dal presentatore all'artista o ai componenti del gruppo. Di alcune esibizioni è stato pubblicato un album.
Il format televisivo di VH1 Storytellers è stato ripreso da MTV Italia con il programma MTV Storytellers.

## Elenco delle puntate
| Puntata | Ospite/i                       | Data              | Album                                         |
| ------- | ------------------------------ | ----------------- | --------------------------------------------- |
| 01      | Ray Davies                     | 20 febbraio 1996  |                                               |
| 02      | Jackson Browne                 | 18 aprile 1996    |                                               |
| 03      | Elvis Costello                 | 29 maggio 1996    |                                               |
| 04      | Sting                          | 15 luglio 1996    |                                               |
| 05      | The Black Crowes               | 27 agosto 1996    |                                               |
| 06      | Melissa Etheridge              | 13 settembre 1996 |                                               |
| 07      | Lyle Lovett                    | 21 ottobre 1996   |                                               |
| 08      | Garth Brooks                   | 20 ottobre 1996   |                                               |
| 09      | Bee Gees                       | 25 novembre 1996  |                                               |
| 10      | James Taylor                   | 26 marzo 1997     |                                               |
| 11      | Phil Collins                   | 14 aprile 1997    |                                               |
| 12      | Willie Nelson & Johnny Cash    | 12 maggio 1997    | VH1 Storytellers: Johnny Cash & Willie Nelson |
| 13      | John Fogerty                   | 6 giugno 1997     |                                               |
| 14      | Counting Crows                 | 12 agosto 1997    | Across a Wire: Live in New York City          |
| 15      | Billy Joel                     | 1º settembre 1997 |                                               |
| 16      | Elton John                     | 19 settembre 1997 |                                               |
| 17      | Paul Simon                     | 20 ottobre 1997   |                                               |
| 18      | Sarah McLachlan con Paula Cole | 29 gennaio 1998   |                                               |
| 19      | Shawn Colvin                   | 27 marzo 1998     |                                               |
| 20      | Rod Stewart                    | 28 aprile 1998    |                                               |
| 21      | Culture Club                   | 2 maggio 1998     | Greatest Moments - VH1 Storytellers Live      |
| 22      | Bonnie Raitt                   | 12 maggio 1998    |                                               |
| 23      | Ringo Starr                    | 13 maggio 1998    | VH1 Storytellers                              |
| 24      | Stevie Nicks                   | 18 agosto 1998    |                                               |
| 25      | Sheryl Crow                    | 20 agosto 1998    |                                               |
| 26      | Natalie Merchant               | 14 settembre 1998 |                                               |
| 27      | John Mellencamp                | 1º ottobre 1998   |                                               |
| 28      | Meat Loaf                      | 5 ottobre 1998    | VH1: Storytellers (Meat Loaf)                 |
| 29      | R.E.M.                         | 23 ottobre 1998   |                                               |
| 30      | Tori Amos                      | 24 ottobre 1998   |                                               |
| 31      | Tony Bennett e Backstreet Boys | 25 ottobre 1998   |                                               |
| 32      | Dave Matthews con Tim Reynolds | 24 marzo 1999     |                                               |
| 33      | Tom Petty                      | 31 marzo 1999     |                                               |
| 34      | Tom Waits                      | 1º aprile 1999    |                                               |
| 35      | Jewel                          | 9 giugno 1999     |                                               |
| 36      | The Pretenders                 | 25 giugno 1999    |                                               |
| 37      | Def Leppard                    | 26 luglio 1999    |                                               |
| 38      | Alanis Morissette              | 26 luglio 1999    |                                               |
| 39      | Lenny Kravitz                  | 22 agosto 1999    |                                               |
| 40      | David Bowie                    | 23 agosto 1999    | VH1 Storytellers                              |
| 41      | Wyclef Jean And Friends        | 7 settembre 1999  |                                               |
| 42      | Eurythmics                     | 28 agosto 1999    |                                               |
| 43      | Steely Dan                     | 1º febbraio 2000  |                                               |
| 44      | Crosby, Stills, Nash & Young   | 18 febbraio 2000  |                                               |
| 45      | Don Henley                     | 19 febbraio 2000  |                                               |
| 46      | Stone Temple Pilots            | 8 marzo 2000      |                                               |
| 47      | Duran Duran                    | 25 giugno 2000    |                                               |
| 48      | No Doubt                       | 10 agosto 2000    |                                               |
| 49      | Smashing Pumpkins              | 24 agosto 2000    |                                               |
| 50      | Bon Jovi                       | 22 settembre 2000 |                                               |
| 51      | Tributo ai The Doors           | 26 settembre 2000 | VH1 Storytellers - The Doors: A Celebration   |
| 52      | Matchbox Twenty                | 9 febbraio 2001   |                                               |
| 53      | Billy Idol                     | 19 aprile 2001    |                                               |
| 54      | Electric Light Orchestra       | 20 aprile 2001    |                                               |
| 55      | Train e Fuel                   | 17 giugno 2001    |                                               |
| 56      | Goo Goo Dolls                  | 12 aprile 2002    |                                               |
| 57      | Robert Plant                   | 14 luglio 2002    |                                               |
| 58      | Coldplay                       | 2005              |                                               |
| 59      | Green Day                      | 2005              |                                               |
| 60      | Dave Matthews Band             | 2005              |                                               |
| 61      | Bruce Springsteen              | 23 aprile 2005    | VH1 Storytellers                              |
|         | Pearl Jam                      | 1º luglio 2006    |                                               |
|         | Dixie Chicks                   | 28 ottobre 2006   |                                               |
|         | Jay-Z                          | 8 novembre 2007   |                                               |
|         | Mary J. Blige                  | 25 febbraio 2008  |                                               |
|         | Kid Rock                       | 27 novembre 2008  |                                               |
|         | Kanye West                     | 28 febbraio 2009  |                                               |
|         | Hanson                         |                   |                                               |
|         | Pete Townshend                 |                   |                                               |
|         | Travis                         | 2003              |                                               |